# Фузе
Фу́зе (нем. Fuhse) — река в Германии, левый приток Аллера, протекает на юге Северо-Германской низменности в пределах Вольфенбюттеля, Зальцгиттера, Хильдесхайма, Пайне, Ганновера и Целле, на востоке Нижней Саксонии. Длина реки составляет 101 км, площадь водосборного бассейна — 917,5 км². Средний расход воды в городе Пайне с 1965 по 2012 года — 1,67 м³/с.
Начинается на высоте около 145 м над уровнем моря, юго-восточнее Зальцгиттера к северу от Гарца. В верховье течёт преимущественно на северо-запад. На южной окраине города Пайне пересекается со Среднегерманским каналом. В среднем и нижнем течении течёт в основном на север. На территории города Целле впадает в Аллер на высоте около 34 м над уровнем моря.
Основные притоки (от истока): Флоте (левый), Эрзе (правый), Ауэ (левый).